# Rhynchostegium brandegei
Rhynchostegium brandegei là một loài rêu trong họ Brachytheciaceae. Loài này được Austin Renauld & Cardot mô tả khoa học đầu tiên năm 1893.